# مدافعان حرم
مدافعان حرم، عنوان مصطلح جمهوری اسلامی ایران برای عده‌ای از نیروهای نظامی بود که توسط جمهوری اسلامی سازماندهی و به سوریه اعزام می‌شدند و به گروه‌های همفکر در این کشور برای جنگ داخلی سوریه کمک مستشاری، تجهیزاتی و عملیاتی می‌کردند. بیشتر افراد این گروه را نیروهای رسمی سپاه پاسداران، بسیج و گاهی ارتش جمهوری اسلامی ایران تشکیل می‌دادند که اکثر کشته‌های ایرانی نیز از این سه نهاد نظامی ایران بودند. منتقدان جمهوری اسلامی ایران از آن به عنوان مدافعان بشار اسد یا به اختصار مدافعان اسد یاد می‌کردند و حضور این نیروها در سوریه را برای حمایت از حکومت بشار اسد و سرکوب انقلاب سوریه می‌دانستند. این اقدام بخشی از سیاست جمهوری اسلامی در سوریه بود که بنا بر گزارش‌ها حدود ۵۰ میلیارد دلار هزینه برای برای نگه داشتن حکومت بشار اسد از ابتدای جنگ داخلی کرده بود.
این گروه بخشی از نیروی نظامی ایران هستند که در درگیری نیابتی ایران و عربستان سعودی مبارزه می‌کردند و بیشتر شیعه و به «سپاه بین‌المللی شیعیان» معروف بودند. این افراد بیشتر از کشورهای ایران، یمن، افغانستان، عراق، سوریه و لبنان بودند. بنا بر ادعای جمهوری اسلامی، این افراد از حرم اهل بیت در مقابل حملهٔ گروه‌های داعش حفاظت می‌کردند. عده‌ای از این افراد در درگیری‌های بین نیروهای دو طرف کشته شدند. مدافعان حرم بخشی از دو هزار نیروی ایرانی یا تحت حمایت ایران در سوریه هستند. کشته شدگان این گروه تحت حمایت بنیاد شهید و امور ایثارگران جمهوری اسلامی ایران قرار می‌گیرند که کمتر از نیمی از این افراد افغانستانی هستند.
جمهوری اسلامی در ابتدا فقط به نقش مستشاری در جنگ داخلی سوریه اذعان می‌داشت ولی بعد از کشته شدن نظامیان بلندپایه سپاه پاسداران، از این کشته‌ها به عنوان مدافعان حرم یاد کرد و این اصطلاح رواج یافت. این اصطلاح پس از تخریب مقبره حجر بن عدی توسط گروه‌های شبه‌نظامی و تهدید این گروه‌ها مبنی بر حمله به حرم زینب در اوایل سال ۱۳۹۲ وارد ادبیات جمهوری اسلامی شد.

## نحوهٔ شکل‌گیری
جبهه النصره، شاخه وقت القاعده در سوریه، در ۲ مه ۲۰۱۳ علاوه بر نبش قبر حجر بن عدی، تهدید به تکرار این اقدام در حرم زینب کرد. حسن نصرالله، در اولین واکنش‌ها، ضمن آنکه حمله به حرم زینب را دارای پیامدهای بسیار خطرناک دانست، از کسانی سخن گفت که در حال دفاع از حرم زینب هستند و در این راه کشته می‌شوند.
در ۲۴ اوت ۲۰۱۲، مشهد السقط (مزار محسن بن حسین) در منطقه المشهد حلب در سوریه، مورد حمله نیروهای مخالف حکومت سوریه قرار گرفت و پس از آن بود که گروه‌هایی برای جلوگیری از تکرار این اقدام دربارهٔ حرم سکینه بنت حسین، اقدام به دفاع از آن کردند. تشکیل لواء ابوالفضل العباس در عراق و اعزام به سوریه برای دفاع از حرم زینب هم اقدامی بود که در بهمن ۱۳۹۱ رخ داد، اما استفاده از عبارت «مدافعان حرم»، اواخر اردیبهشت ۱۳۹۲ در رسانه‌های ایرانی و فارسی‌زبان رایج شد. البته برخی منابع دیگر تمامی اینها را اقدامات ایران برای قدرت‌نمایی می‌دانستند و اینکه نیروی قدس و سپاه پاسداران تجربه‌شان برای سرکوب موفقیت‌آمیز «جنبش سبز ایران» را به سوریه منتقل کردند.

در اوایل جنگ داخلی سوریه، اسلام‌گرایان مخالف بشار اسد با یک کامیون حامل مواد منفجره به طرف حرم زینب حرکت می‌کنند. این کامیون در ترمینال منفجر می‌شود. انتشار خبر چنین اقدامی سبب می‌شود که افراد زیادی برای دفاع از حرم راهی سوریه شوند.

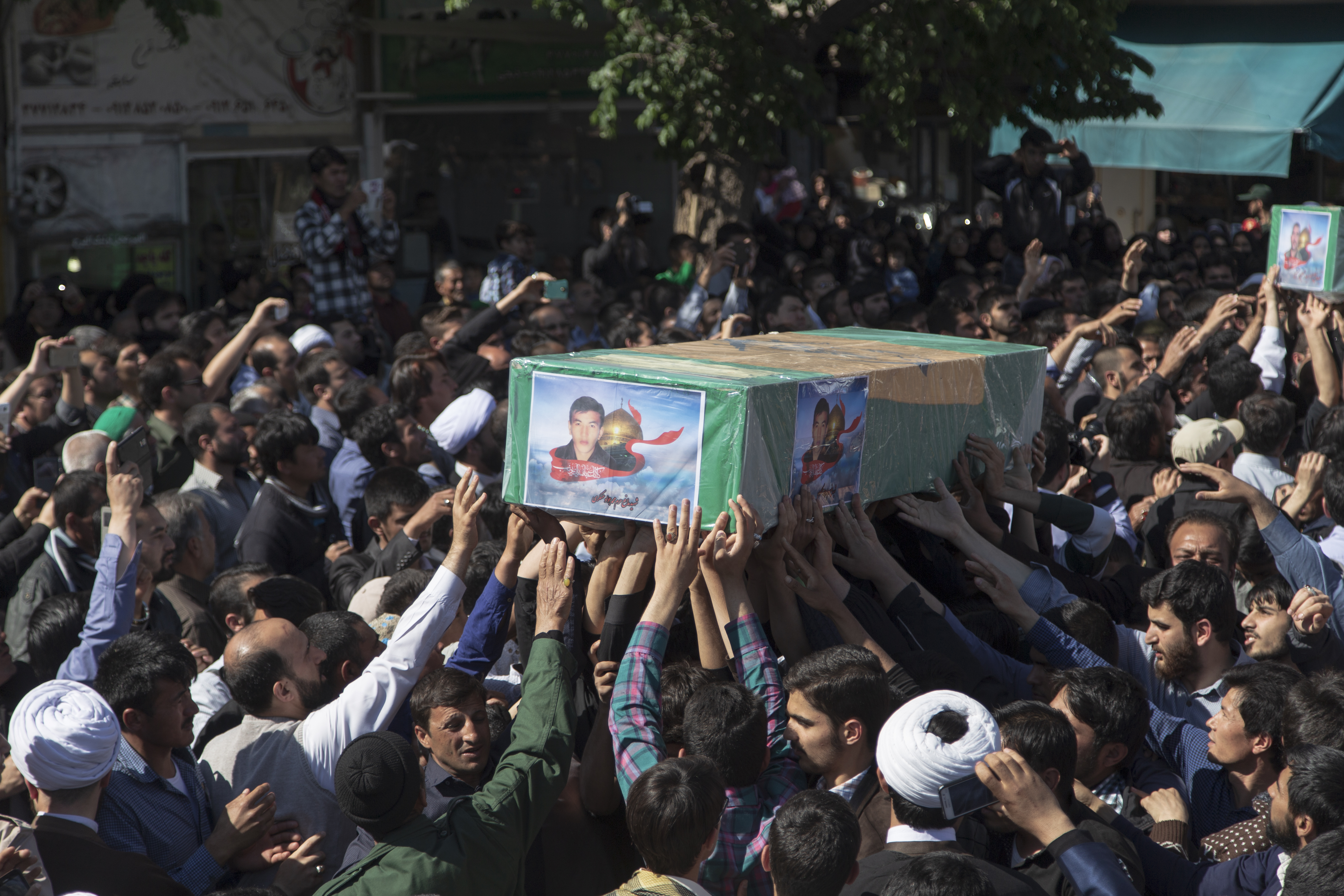
خاکسپاری چند تن از کشته شدگان جنگ سوریه که نظام جمهوری اسلامی ایران از آنان به عنوان مدافع حرم یاد می‌کند

## گروه‌های تشکیل‌دهنده
1. لشکر فاطمیون
2. حزب‌الله لبنان
3. حزب‌الله سوریه
4. سپاه بدر
5. لواء ابوالفضل العباس
6. نیروی قدس سپاه پاسداران انقلاب اسلامی
7. مستشاران ارتش جمهوری اسلامی ایران
8. لشکر زینبیون
9. لواء ذوالفقار
10. عصائب اهل حق
11. بدر الجناح العسکری
12. سرایا السلام
13. سرایا خراسانی
14. کتائب حزب‌الله
15. کتائب امام علی
16. کتائب سیدالشهداء
17. جنبش مقاومت اسلامی نجباء[۲۴]

## انتقادات
در رابطه با اعزام داوطلبانه نیروهای موسوم به مدافعان حرم به سوریه انتقاداتی وجود داشته و بیان می‌شود که بسیاری از آن‌ها در ازای دریافت اقامت و مبالغ پول از ایران به جنگ می‌رفتند. تعداد کشته‌شدگان افغانستانی که مقیم ایران بوده‌اند، سبب توجه گروه‌های مدافع حقوق بشر شده است.
در مستند نبرد پنهان، حسن شمشادی نحوه شکل‌گیری گروه موسوم به مدافعان حرم را هم‌زمان با اوج‌گیری بحران در سوریه و نزدیک شدن شورشیان اسلام‌گرای مخالف بشار اسد به حرم زینب می‌داند.

### اتهام جنایت جنگی و سرکوب مردم سوریه
منتقدان این حکومت، جمهوری اسلامی را متهم می‌کنند که اعزام این نیروها تحت عنوان «مدافع حرم» به سوریه در راستای حمایت نظامی، سیاسی و اقتصادی جمهوری اسلامی از حکومت بشار اسد و سرکوب مردم سوریه بود. شورای ملی سوریه، اپوزیسیون سوریه و بعضی دولت‌ها مانند آمریکا، اروپاو بریتانیا با ارائه مستنداتی، نیروهای ایرانی در سوریه را به همدستی در جنایات علیه مردم سوریه و کشتار غیرنظامیان متهم می‌کردند برخی کارشناسان اسرائیلی و معتقدند که مدافعان حرم، مدافعان حکومت بشار اسد و در جنایات جنگی علیه مخالفان سوری بشار اسد، شریک نیروهای اسد بودند و در کشتن غیرنظامیان بی‌دفاع و کودک‌کشی دست داشتند. اعتقاد منتقدان این بود که ولایت فقیه از طریق مدافعان حرم قصد این را نداشت که از حرم، دفاع کند بلکه قصد داشت مخالفان بشار اسد و دیگر ملت‌های اسلامی را سرکوب کند و عبارت «مدافعان حرم» یک عبارت پرواپاگاندایی و عوام‌فریبانه‌ای بوده که ولایت فقیه صرفاً می‌خواهد از آن سوءاستفاده تبلیغاتی کند. جمهوری اسلامی ایران این اتهامات را رد کرده است.

## در فرهنگ و هنر
نخستین جشنواره فیلم مدافعان حرم در خرداد ماه ۱۳۹۵ در تهران برگزار شد.
کتاب «راه خانه‌ام را بلدم» نوشته مریم حضرتی است که توسط انتشارات خط مقدم منتشر شده است. عذرا شوقی همسر یکی از رزمندگان جنگ در سوریه است و در این کتاب ۱۵۰ صفحه ای روایتگر ۱۴ سال زندگی مشترک خود با فرید کاویانی می‌شود و فراز و فرودهای یک زندگی ساده و عاشقانه را به قلم مریم حضرتی، پیش روی خواننده قرار می‌دهد.
علی ساقی از نویسندگان ادبیات مقاومت، مجموعه های مختلفی با موضوع مدافعان حرم منتشر کرده که میتوان به مجموعه ده جلدی نخل های خونین خوزستان و پنج جلدی مدافعان حرم مدافعان عشق، انتشارات راه ماندگار اشاره کرد.